# OFC Champions League
De OFC Champions League, ook wel O-League genoemd, is een voetbaltoernooi voor clubs in Oceanië dat wordt georganiseerd door de OFC. Het is het equivalent van de UEFA Champions League.
De OFC Champions League wordt sinds 2007 georganiseerd en kwam in de plaats van het OFC Club Championship. De winnaar van dit toernooi neemt als OFC-vertegenwoordiger deel aan het FIFA-WK voor clubs.
Op twaalf edities bereikten tien clubs uit zes lidstaten een of meerdere keren de finale. Vier clubs uit twee landen wonnen dit toernooi; Auckland City, Team Wellington en Waitakere United uit Nieuw-Zeeland en Hekari United uit Papoea-Nieuw-Guinea.

## Deelname
Tot het seizoen 2012/13 namen enkel de titelverdediger en de nationale kampioenen van de bij de OFC aangesloten landen deel aan dit toernooi. In de edities van 2013/14, 2014/15 en 2016 konden vier voetbalbonden een tweede deelnemer laten deelnemen. In 2017 en 2018 konden zeven landen een tweede deelnemer laten deelnemen, waarmee het recordaantal van achttien deelnemers werd bereikt.
| Leden van de OFC                                                                       | Leden van de OFC                          |
| 2 deelnemers                                                                           | 1 deelnemer                               |
| -------------------------------------------------------------------------------------- | ----------------------------------------- |
| Fiji Nieuw-Caledonië Nieuw-Zeeland Papoea-Nieuw-Guinea Salomonseilanden Tahiti Vanuatu | Amerikaans-Samoa Cookeilanden Samoa Tonga |

## Finales
| Jaar    | Winnaar                                                                    | Uitslagen                                                                  | Finalist                                                                   | Info                                                                       |
| ------- | -------------------------------------------------------------------------- | -------------------------------------------------------------------------- | -------------------------------------------------------------------------- | -------------------------------------------------------------------------- |
| 2007    | Waitakere United                                                           | 1–2, 1–0                                                                   | Ba *                                                                       |                                                                            |
| 2007/08 | Waitakere United                                                           | 1–3, 5–0                                                                   | Kossa *                                                                    |                                                                            |
| 2008/09 | Auckland City                                                              | 7–2, 2–2                                                                   | Koloale *                                                                  |                                                                            |
| 2009/10 | Hekari United *                                                            | 3–0, 1–2                                                                   | Waitakere United                                                           |                                                                            |
| 2010/11 | Auckland City                                                              | 2–1, 4–0                                                                   | Amicale *                                                                  |                                                                            |
| 2011/12 | Auckland City *                                                            | 2–1, 1–0                                                                   | Tefana                                                                     |                                                                            |
| 2012/13 | Auckland City                                                              | 2–1                                                                        | Waitakere United                                                           | Finale in Auckland, Nieuw-Zeeland                                          |
| 2013/14 | Auckland City                                                              | 1–1, 2–1                                                                   | Amicale *                                                                  |                                                                            |
| 2014/15 | Auckland City                                                              | 1–1 ns (4–3)                                                               | Team Wellington                                                            | Finale in Suva, Fiji                                                       |
| 2016    | Auckland City                                                              | 3–0                                                                        | Team Wellington                                                            | Finale in Auckland, Nieuw-Zeeland                                          |
| 2017    | Auckland City *                                                            | 3–0, 2–0                                                                   | Team Wellington                                                            |                                                                            |
| 2018    | Team Wellington *                                                          | 6–0, 4–3                                                                   | Lautoka                                                                    |                                                                            |
| 2019    | Hienghène Sport                                                            | 1–0                                                                        | Magenta                                                                    | Finale in Nouméa, Nieuw-Caledonië                                          |
| 2020    | Toernooi gestaakt na de groepsfase door de gevolgen van de coronapandemie. | Toernooi gestaakt na de groepsfase door de gevolgen van de coronapandemie. | Toernooi gestaakt na de groepsfase door de gevolgen van de coronapandemie. | Toernooi gestaakt na de groepsfase door de gevolgen van de coronapandemie. |
| 2021    | Toernooi niet gespeeld door de gevolgen van de coronapandemie.             | Toernooi niet gespeeld door de gevolgen van de coronapandemie.             | Toernooi niet gespeeld door de gevolgen van de coronapandemie.             | Toernooi niet gespeeld door de gevolgen van de coronapandemie.             |
| 2022    | Auckland City                                                              | 3–0                                                                        | Vénus                                                                      | Finale in Auckland, Nieuw-Zeeland                                          |
| 2023    | Auckland City                                                              | 4–2 nv                                                                     | Suva                                                                       | Finale in Port Vila, Vanuatu                                               |

* Speelde eerst thuis
OFC Club Championship: 1987 · 1999 · 2001 · 2005 · 2006 

OFC Champions League: 2007 · 2007/08 · 2008/09 · 2009/10 · 2010/11 · 2011/12 · 2012/13 · 2013/14 · 2014/15 · 2016 · 2017 · 2018 · 2019 · 2020 · 2021 · 2022 · 2023